# Каїніти
Каїніти, або каїніани (грец . Καϊνοί Kainoi, Καϊανοί Kaianoi) — гностична та антиноміська секта, відома тим, що шанувала Каїна як першу жертву Деміурга, божества Старого Завіту, якого ідентифікували багато груп гностиків як зло. Секта була відносно невеликою. Тертуліан та Іриней згадували про них як у Східній Римській імперії у ІІ столітті. Одним із їх нібито релігійних текстів було Євангеліє від Юди.

## Історія
Найдавніше джерело можна знайти в Іренея, Проти Єресей . я 31.

### Каїн і Авель
Іреней стверджує, що каїніти вважали Каїна похідним від вищого Бога, а не Бога-Творця, якому поклонялися євреї та інші християни. За словами Іринея, вони заявляли про спільність з Ісавом, Коруном, мешканцями Содому та всіма такими людьми, і вважали себе переслідуваними Творцем. Але вони уникли від нього ран, бо їх захищала богиня Софія.
Епіфаній Саламінський (Панаріон 38), який, здається, має якесь джерело інформації, не залежне від Іренея, дає набагато довшу історію. Він описує Авеля як похідного від слабшого принципу.

### Викуп

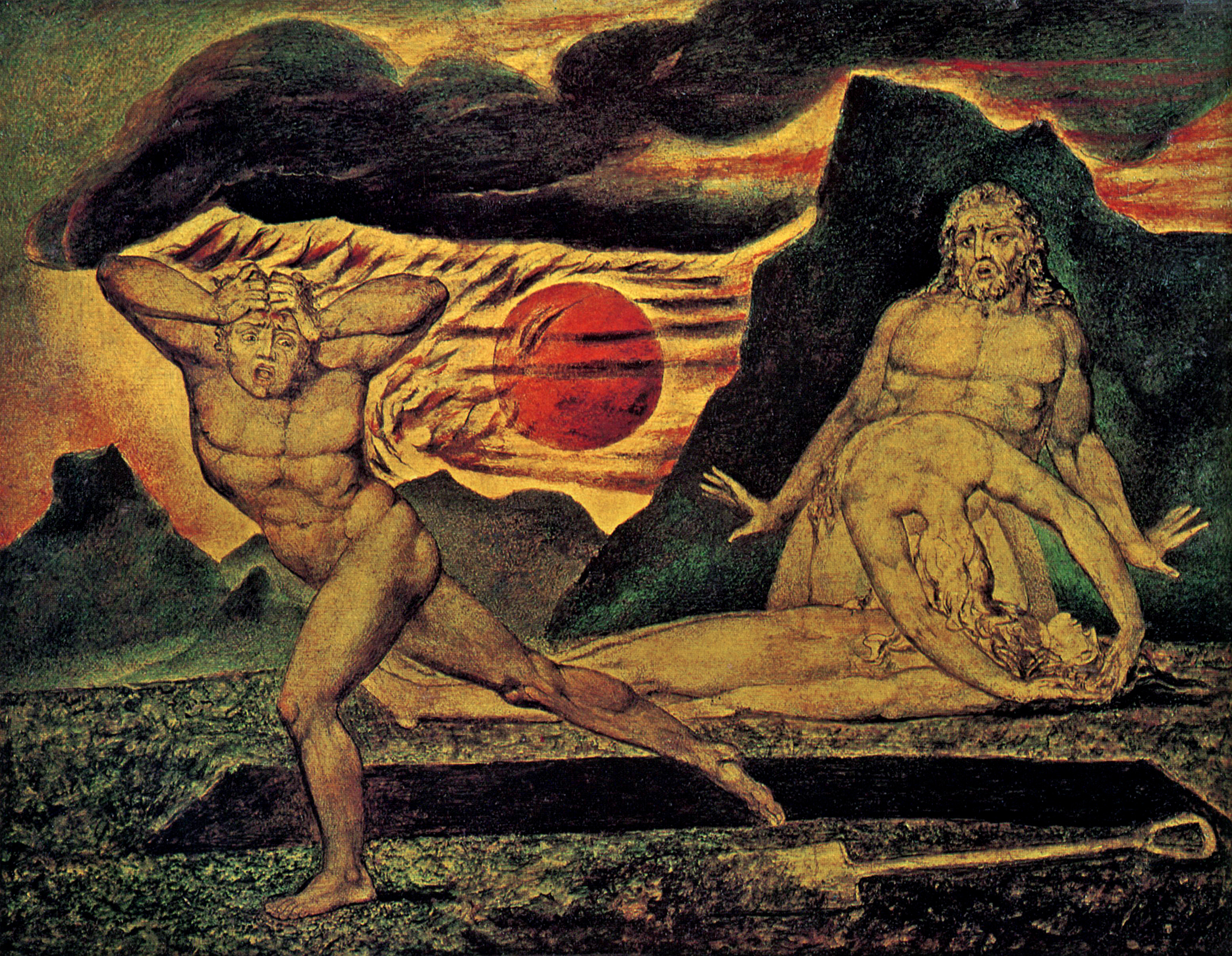
Вільям Блейк, Тіло Авеля, знайдене Адамом і Євою, бл. 1825 рік. Акварель по дереву.

Як і інші гностики, каїніти розрізняли Творця і Верховного Бога. Вони ототожнювали Творця з Богом євреїв, дивлячись на нього та тих, кого він прихильно став, з ворожістю і вважаючи, що метою спокутування було припинення його роботи. Вони заявляли про спорідненість з тими, до кого він виявляв антагонізм у Старому Завіті, але вважали, що він слабша сила і не може завдати їм постійної шкоди, оскільки вони користувалися захистом Софії.
Можливо, вони поділяли з іншими християнами-єретиками віру в поділ людства на два класи: духовний і матеріальний. Матеріальні люди належали до царства Творця і походять від нього, але були приречені на знищення. Духовні люди були ув'язнені в тілесних тілах, але черпали свою сутність від найвищої сили. Їм протистояв Творець і його прихильники, але їм судилося перемогти над ними, як Каїн над Авелем.

### Юда

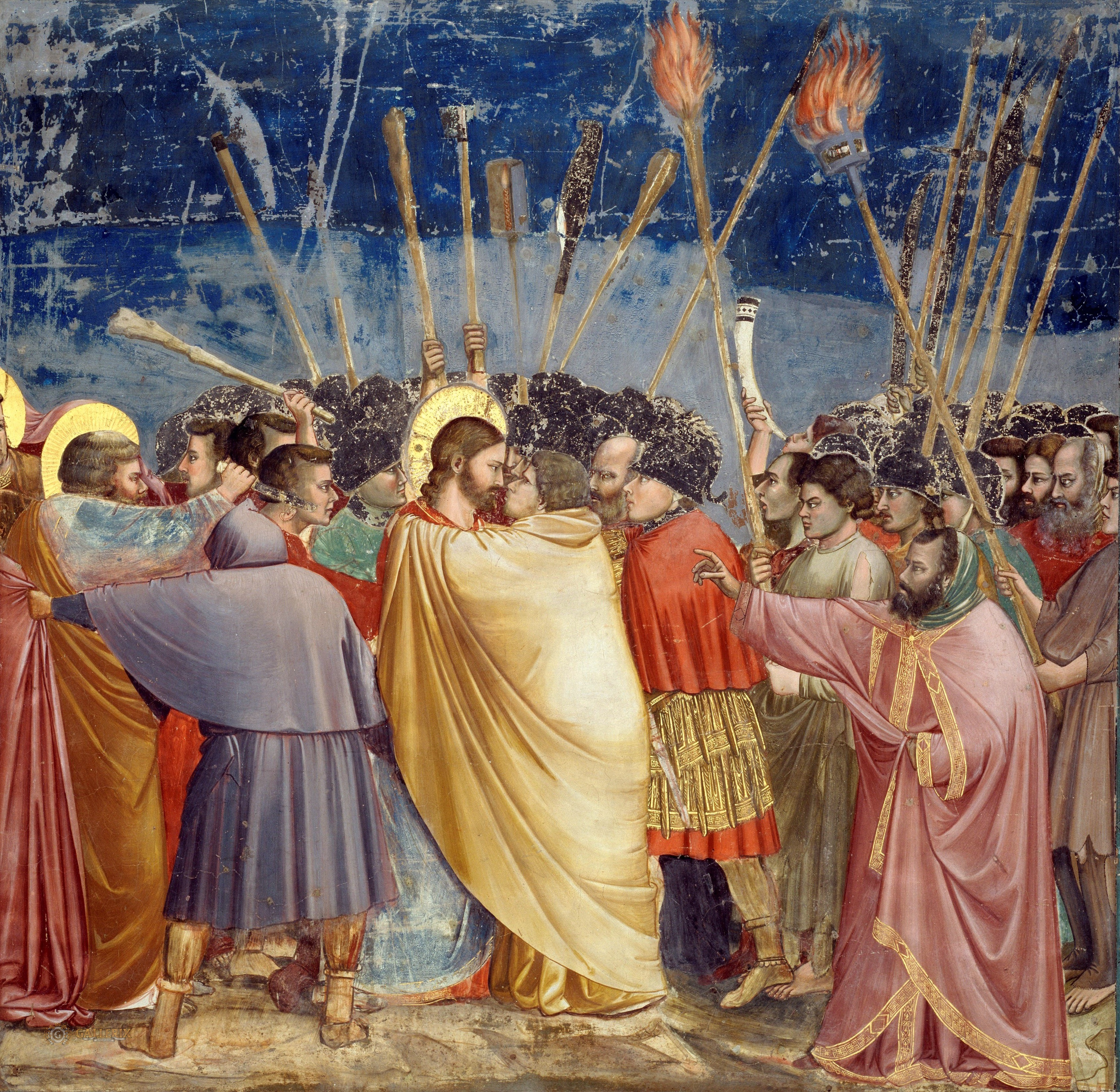
«Поцілунок Юди» — традиційне зображення Юди Джотто ді Бондоне, бл. 1306. Фреска в каплиці Скровеньі, Падуя.

Вони вважали Юду-зрадника таким, що повністю знає істину. Тому він, а не інші учні, зміг здійснити таємницю зради і таким чином привести до розпаду всього, як небесного, так і земного. У каїнітів був твір під назвою «Євангеліє від Юди», і Іриней каже, що сам зібрав їхні твори, де вони виступали за припинення роботи Істери. Під Істерою вони мали на увазі Творця Неба і Землі.
Безсумнівно, що вони аплодували дії Юди у зраді, але влада  розрізняються щодо мотиву, який його спонукав. Думка про те, що Юда через свій досконаліший Гнозис успішніше, ніж інші, проник у бажання Ісуса і здійснив його, привівши Його до Хреста, через який він здійснив відкуплення, є лише одним із них.
Епіфаній також каже, що Юда змусив архонтів, або правителів, проти їхньої волі вбити Христа, і таким чином допоміг нам до спасіння на Хресті. Філастр, з іншого боку, пов'язує вчинок Юди зі своїм знанням про те, що Христос мав намір знищити істину — ціль, яку він зірвав зрадою.

### Трансміграція

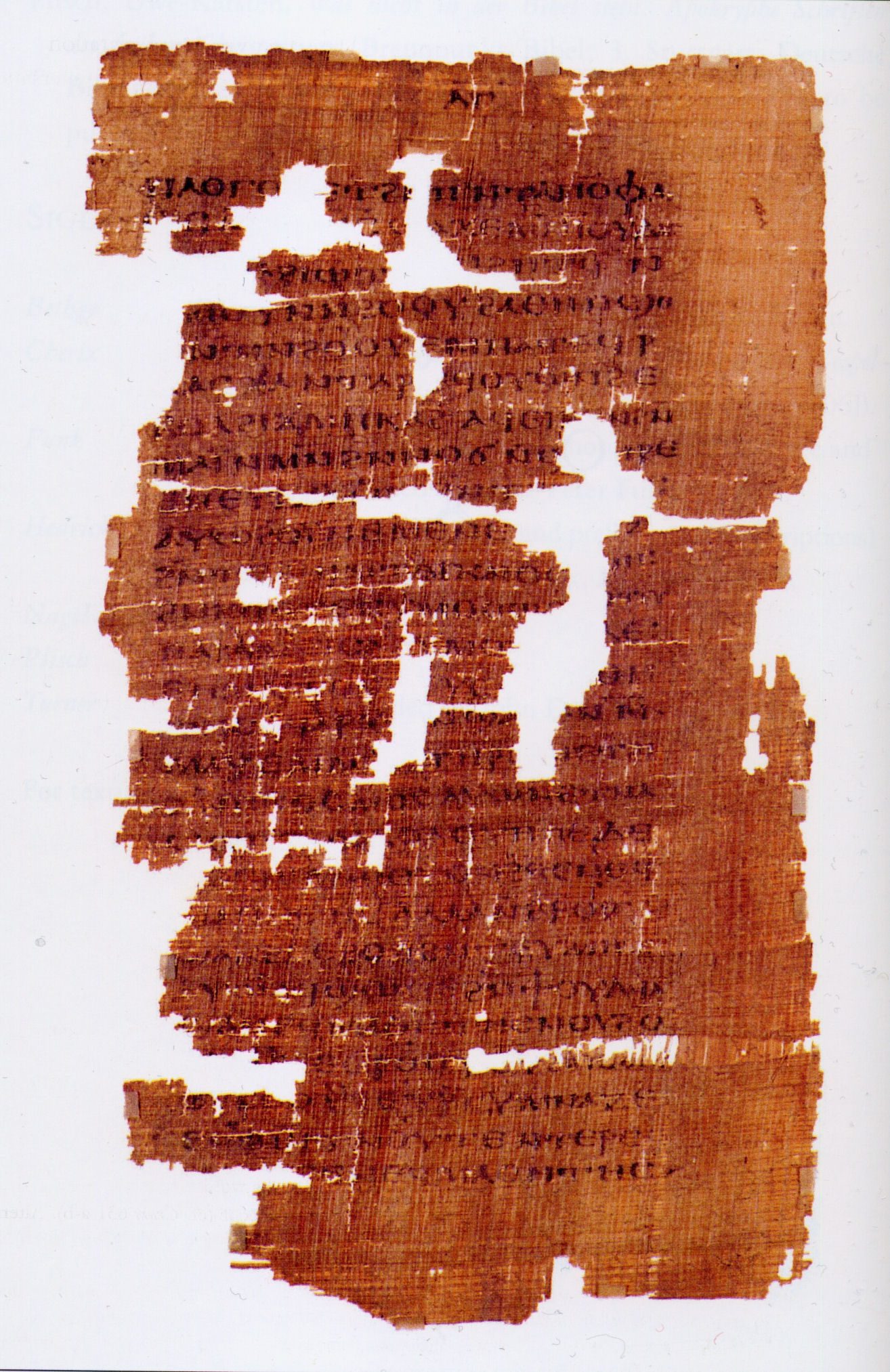
Перша сторінка Євангелія від Юди (стор. 33 Кодексу Чакос).

Щодо морального характеру та поведінки каїнітів, то, безсумнівно, Іриней мав на меті представити їх такими, що не ухиляються від підлості, а навпаки, свідомо практикують її. Він стверджує, що вони вчили, як і Карпократ, що спасіння можна досягти, лише пройшовши через увесь досвід. Щоразу, коли вони вчиняли який-небудь гріх або підлі дії, вони стверджували, що був присутній ангел, якого вони закликали, стверджуючи, що вони виконують його дію. Досконале знання полягало в тому, щоб без тремтіння йти на такі дії, які не можна навіть назвати.
Карпократ, як нам кажуть, захищав цю практику теорією трансміграції. Треба було пройти через усі переживання, а отже, душа мала переходити від тіла до тіла, поки не буде пройдено весь діапазон досвіду. Але якщо все це можна було б об'єднати в одне життя, то переселення стало непотрібним. Артур С. Пік не бачить підстав припускати, що каїніти дотримувалися такої точки зору, але, здається, вони, на його думку, сповідували віру в те, що ця повнота досвіду є важливою для спасіння. Ми не маємо серйозного виправдання для того, щоб стверджувати чи сумніватися в правдивості розповіді Іренея, хоча звинувачення в аморальності проти єретиків завжди слід сприймати з обережністю. G.R.S. Mead (Фрагменти забутої віри, 1900, с. 229) вважає, що спочатку вони були аскетами, тоді як Н. Ларднер (Історія єретиків, кн. ІІ, гл. XIV. [= Твори, 1829, viii. 560]) запитує, чи існувала коли-небудь секта, винна в подібних масштабах. Артур С. Пік, з іншого боку, вважає, що немає вагомих підстав заперечувати загальновизнану думку про те, що гностичне ставлення до матерії дійсно призвело до цілком протилежних результатів. За його словами, деякі гностики вивели б із такого ставлення про обов'язок розчавити тіло під духом найсуворішою аскезою, але передумова може призвести як до розпусника, так і до аскетичного висновку.

## Вихідні тексти про каїнітів
- Іриней, Проти єресей 1.31.1–2
- Епіфаній Саламінський, Панаріон 38
- Іполит, Проти єресей 8
- Псевдо-Тертуліан, Проти всіх єресей 7
- Тертуліан, Про Хрещення 1.

## У масовій культурі
- Книга Германа Гессе «Деміан» широко спирається на вірування секти каїнітів . Однойменний персонаж Макс Деміан навіть переконує головного героя Еміля Сінклера, що християнство неправильно зрозуміло чесноту Каїна над чеснотами Авеля.
- Секта згадується Люцифером у "Пісочній людині " № 22 під час розмови з Каїном у пеклі, відзначаючи, що «їх тут не більше, ніж представників будь-якої іншої релігії».
- Секта включена як дуалістична єресь у комп'ютерну гру Crusader Kings 3.
- Каїніти фігурують як антагоністи в іспанській серії HBO 30 Coins .
- Хоча вампіри у всесвіті «Вампір-маскарад» не з'являються як релігійна секта, вони називають себе каїнітами, тобто нащадками Каїна.